# Eyeball Records
Eyeball Records est un label indépendant, créé en 1995 par Alex Saavedra, localisé dans le New Jersey, aux États-Unis. Le label est réputé avoir distribué des albums de groupes célèbres tels que Thursday, My Chemical Romance, Murder by Death, et The Velocet.
Le 17 avril 2007, le blog de partage Kinixtion est fermé à la suite d'un courrier rédigé par Eyeball Records. Le webmaster ferme le blog et envoie une lettre d'excuse au label. Eyeball Records a également envoyé des lettres à d'autres sites afin de combattre le piratage de la musique. En 2004, le label signe le groupe The Number Twelve Looks Like You. En 2009, le label signe le groupe Red City Radio.